# Сіях-Біше (Амоль)
Сіях-Біше (перс. سياه بيشه) — село в Ірані, у дегестані Челав, в Центральному бахші, шагрестані Амоль остану Мазендеран. У переписі 2006 року вказане як окремий населений пункт, але без відомостей про чисельність населення.

## Клімат
Середня річна температура становить 8,29°C, середня максимальна – 23,88°C, а середня мінімальна – -7,88°C. Середня річна кількість опадів – 277 мм.
| Клімат поселення                              | Клімат поселення | Клімат поселення | Клімат поселення | Клімат поселення | Клімат поселення | Клімат поселення | Клімат поселення | Клімат поселення | Клімат поселення | Клімат поселення | Клімат поселення | Клімат поселення | Клімат поселення |
| Показник                                      | Січ.             | Лют.             | Бер.             | Квіт.            | Трав.            | Черв.            | Лип.             | Серп.            | Вер.             | Жовт.            | Лист.            | Груд.            |                  |
| Середній максимум, °C                         | 1,19             | 2,02             | 4,88             | 11,90            | 17,01            | 20,73            | 23,88            | 23,78            | 20,32            | 15,31            | 9,86             | 4,62             |                  |
| Середня температура, °C                       | −3,35            | −2,52            | 0,36             | 7,36             | 12,46            | 16,20            | 19,09            | 18,98            | 15,52            | 10,52            | 5,07             | −0,17            |                  |
| Середній мінімум, °C                          | −7,88            | −7,06            | −4,17            | 2,82             | 7,94             | 11,65            | 14,29            | 14,17            | 10,74            | 5,71             | 0,25             | −4,99            |                  |
| Норма опадів, мм                              | 28               | 33               | 50               | 36               | 32               | 10               | 7                | 4                | 5                | 21               | 23               | 28               |                  |
| Середньомісячна швидкість вітру, м/с          | 1.72             | 2.39             | 2.58             | 2.91             | 2.18             | 1.99             | 1.90             | 1.72             | 1.64             | 1.71             | 2.09             | 1.78             |                  |
| Середньомісячна сонячна радіація, кДж/м²·день | 8812             | 11160            | 13740            | 17384            | 21013            | 24192            | 24251            | 21953            | 18632            | 13718            | 10331            | 8387             |                  |
| --------------------------------------------- | ---------------- | ---------------- | ---------------- | ---------------- | ---------------- | ---------------- | ---------------- | ---------------- | ---------------- | ---------------- | ---------------- | ---------------- | ---------------- |
| Джерело:                                      |                  |                  |                  |                  |                  |                  |                  |                  |                  |                  |                  |                  |                  |